# Wolcorso
Het Wolcorso was een corso waarbij praalwagens beplakt worden met wol. Het Wolcorso is vergelijkbaar met het meer bekende bloemencorso, maar onderscheidt zich door een groter kleuren palet en relatief veel detail in de afwerking.

## Lievelde
Het enige wolcorso dat bekend is, wordt gehouden in het Nederlandse Lievelde in de gemeente Oost Gelre. Het corso vindt jaarlijks op de zondag na Pinksteren plaats als onderdeel van het School- en volksfeest te Lievelde. Naast een optocht van (met wol beklede)  corsowagens trekken verschillende muziekkorpsen door de straten.

## Geschiedenis
Het wolcorso vindt zijn oorsprong in de jaren vijftig als bloemencorso om meer bezoekers naar de jaarlijkse kermis aan te trekken. Wol werd pas twintig jaar later voor het eerst gebruikt toen een corsogroep besloot om daarmee hun wagen te versieren. Een vroeger wolcorso is bekend van Tilburg. Het gebruik van wol vond in opvolgende edities navolging bij andere groepen, waardoor het corso nadien een specifiek wolcorso werd. 
De laatste jaren trekken er zo'n vijfentwintig wagens door Lievelde, waarbij plusminus vijfhonderd kilogram wol wordt verwerkt. Een grote wagen gemiddeld gebruikt zo'n tachtig kilogram-, gemiddelde wagens twintig kilogram, kleine wagens vijf kilogram wol. Qua opzet lijkt het op een dahliacorso, de praalwagens worden na de bouw met de bont gekleurde wol beplakt. Voor zover bekend is het wolcorso van Lievelde uniek in zijn soort. In 2016 wordt het laatste wolcorso gereden. Er volgen geen nieuwe edities.

## Wol
Het wol is voornamelijk afkomstig uit de tapijtindustrie en wordt gekleurd ingekocht. Voordat het op de corsowagen verwerkt kan worden, wordt het (machinaal) geknipt in stukjes van 1cm. Vervolgens wordt de ondergrond voorzien van een dikke laag lijm en wordt de wol in dotjes aangebracht.
Daarnaast worden er ook andere technieken gebruikt om details te maken, zoals 'één voor één' (met een pincet), lange draden, gevlochten enz.

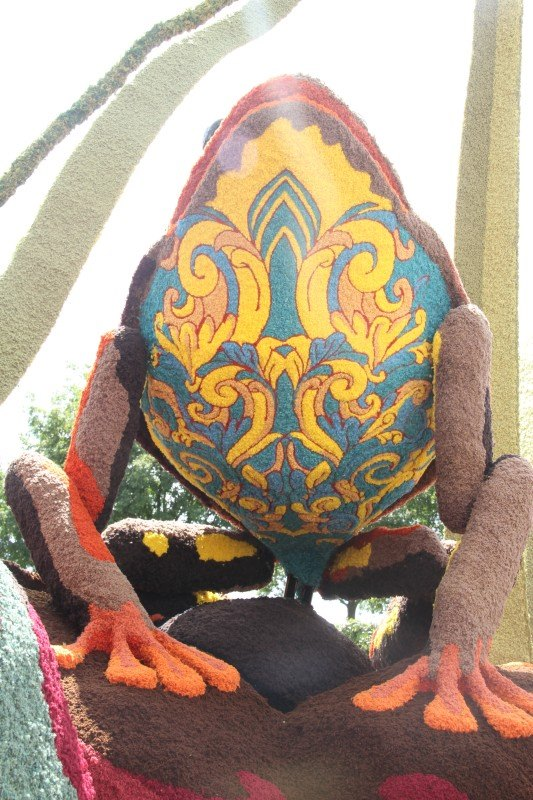
Habitat - 2014